# Rottelsheim
Rottelsheim – miejscowość i gmina we Francji, w regionie Grand Est, w departamencie Dolny Ren.
Według danych na rok 1990 gminę zamieszkiwały 193 osoby, 81 os./km².